# Qiaotou-Vorfall
Der Qiaotou-Vorfall (chinesisch: 橋頭事件 Qiáotóu shìjiàn) war eine Demonstration der oppositionellen Dangwai-Bewegung gegen die autoritäre Kuomintang-Regierung der Republik China (Taiwan) am 22. Januar 1979 im südtaiwanischen Qiaotou (Kaohsiung). Es war die erste Protestkundgebung seit der Verhängung des Kriegsrechts im Jahr 1949.

## Hintergrund
Nach dem Ende der japanischen Herrschaft über Taiwan wurde die Insel 1945 von der Republik China, die von der Kuomintang (KMT) regiert wurde, übernommen. Spannungen zwischen den Behörden und der Bevölkerung entluden sich im Zwischenfall vom 28. Februar 1947 und einem anschließenden Aufstand, der von der Kuomintang niedergeschlagen wurde, wobei offiziellen Schätzungen nach 18.000 bis 28.000 Taiwaner ums Leben kamen. In den folgenden Jahren des Weißen Terrors unterdrückte die Regierung jede Opposition. Nach ihrer Niederlage im Chinesischen Bürgerkrieg zog sich die Kuomintang-Regierung 1949 nach Taiwan zurück, verhängte das Kriegsrecht über die Insel und herrschte autoritär.
Ende der 1970er Jahre gab es erste Stimmen, die sich für Reformen und Demokratisierung aussprachen. Vertreter dieser Bewegung gehörten meist nicht der Kuomintang an und wurden daher als Dangwai („außerhalb der Partei“) bezeichnet. Am 19. November 1977 erregte der Zhongli-Vorfall Aufsehen, als aufgebrachte Bürger in der nordtaiwanischen Stadt Zhongli gegen Wahlbetrug bei der Wahl zum Kreisvorsteher von Taoyuan protestierten und es zu Zusammenstößen mit der Polizei kam. Die Dangwai-Bewegung ging aus dem Vorfall gestärkt hervor, weil der parteilose Kandidat Hsu Hsin-liang die Wahl gewann und die Proteste die Unzufriedenheit in der Bevölkerung zum ersten Mal seit Verhängung des Kriegsrechts öffentlich sichtbar gemacht hatten.

## Anlass und Verlauf
Im Januar 1979 wurden der ehemalige Kreisvorsteher des Landkreises Kaohsiung Yu Teng-fa, eine einflussreiche Person der Dangwai-Bewegung, und sein Sohn unter dem Vorwand, Spionage für die Volksrepublik China begünstigt zu haben, verhaftet. Als Reaktion darauf entschlossen sich führende Persönlichkeiten der Dangwai-Bewegung, einen Protest in Yus Heimatort Qiaotou (Kaohsiung) zu organisieren.
Die von Shih Ming-te geleitete Protestkundgebung fand am 22. Januar 1979 statt. Unter den 27 Organisatoren waren Huang Hsin-chieh, Chen Chu, Chang Chun-hung, Lin Yi-hsiung und als prominentester Teilnehmer Hsu Hsin-liang, der Kreisvorsteher von Taoyuan. Die Gruppe versammelte sich gegen neun Uhr morgens am Haus der Familie Yu und zog von dort eine Strecke von etwa 200 Metern zum Fengqiao-Tempel, um für die Verhafteten zu beten. Unterwegs forderten die Demonstranten auf Transparenten die Freilassung von Vater und Sohn Yu und protestierten gegen politische Verfolgung. Plakate wurden aufgehängt und Flugblätter verteilt. Der Zug zog Schaulustige an, aber es schloss sich niemand an.

## Bedeutung und Folgen
Der Qiaotou-Vorfall war die erste organisierte politische Protestkundgebung während der Zeit des Kriegsrechts in Taiwan. Trotz seines beschränkten Umfangs diente er der Opposition als Vorbild für weitere Aktionen wie den weitaus berühmteren Kaohsiung-Vorfall im Dezember desselben Jahres.
Yu Teng-fa und sein Sohn wurden zu Haftstrafen verurteilt, ersterer jedoch aus gesundheitlichen Gründen ein Jahr später unter Auflagen freigelassen. Hsu Hsin-liang wurde infolge seiner Teilnahme an der Demonstration von seinem Amt als Kreisvorsteher Taoyuans entbunden und musste, nachdem ihm Ende 1979 nach einem Auslandsaufenthalt die Wiedereinreise nach Taiwan untersagt wurde, fortan im Exil leben.